# Santos Juliá
Santos Juliá Díaz (Ferrol, 1940 — Majadahonda, 23 de outubro de 2019) foi um historiador e sociólogo espanhol, especialista em História Social e em Pensamento Político.
Nascido em 1940 em Ferrol (província da Corunha), estudou bachillerato no Instituto San Isidoro de Sevilla, era doutor em Ciências Políticas e Sociologia pela Universidade Complutense e catedrático do Departamento de História Social e do Pensamento Político da UNED. Foi autor de numerosos trabalhos sobre história política e social de Espanha durante o século XX, bem como de historiografía.
Algumas de suas obras foram Manuel Azaña. Uma biografia política (1990), Os socialistas na política espanhola (1997), Um século de Espanha. Política e sociedade (1999) ou Histórias das duas Españas (2004), pelo que recebeu nesse ano o Prêmio Nacional de História de Espanha, ortografado pelo Ministério de Cultura. Também dirigiu obras colectivas como Vítimas da guerra civil (1999) e A violência política na Espanha do século XX (2000). Foi comentarista de política nacional no diário El País.
Em 23 de outubro de 2015 recebeu o Prêmio Internacional de Ensaio Caballero Bonald —  pelo seu trabalho Uma História de Espanha Através de Manifiestos e Protestos  de (1896-2013).
Faleceu no Hospital Porta de Ferro em 23 de outubro de 2019 em decorrência de um cancro.

## Obra
- A esquerda do PSOE (1935-1936) (1977)
- Origens da Frente Popular em Espanha (1934-1936) (1979)
- Madri, da festa popular à luta de classes, 1931-1934 (1984)
- História social - sociologia histórica (1989)
- Manuel Azaña. Uma biografia política (1990)
- Política na Segunda República (1995)
- Os socialistas na política espanhola (1997)
- Um século de Espanha: Política e Sociedade (1999)
- A aprendizagem da liberdade, a cultura da transição (2000) com José Carlos Mainer
- Madri, história de uma capital (2000) com David Ringrose e Cristina Segura
- História económica e social, moderna e contemporânea de Espanha (2002) com Ana Guerreiro Latorre e Sagrario Torres Ballesteros
- História de Espanha (2003) com Julio Valdeón e Joseph Pérez
- Histórias das duas Españas (2004)[9][10]
- O franquismo (2005) (com Giuliana de Febo)
- Vítimas da Guerra Civil (2005)
- Vida e tempo de Manuel Azaña, 1880-1940 (2008)[11][12]
- Hoje não é ontem. Ensaios sobre a Espanha do século XX (2010)[13]
- Elogio de História em tempo de cor (2011)
- Nós, os abaixo assinantes (2014)
- Transição. Uma política espanhola (1937-2017) (2017)[14]
- Demasiados retrocessos. Espanha 1898-2018(2019)
- A Guerra civil espanhola: Da Segunda República à ditadura de Franco (2019)